# 王丰庆
王丰庆（1907年—1940年），江西省弋阳县人。新四军将领。
早年供职于闽浙赣苏区工作。1934年，任中共赣北特委委员，中共皖赣省委书记，皖赣游击大队政委。抗日战争期间，游击队编入新四军，曾任新四军第二支队政治教导员，新四军政治部民运部副局长，新四军第一支队政治部民运科科长，新四军江南指挥部独立第句四县抗敌总会一团团长等职。1940年11月，江苏武进县吊桥战斗中牺牲。